# 岸田雅雄
岸田 雅雄（きしだ まさお、1946年5月29日 - 2020年1月21日）は、日本の法学者。専門は、商法・法と経済学・ファイナンス論。学位は、法学博士（早稲田大学・論文博士・1997年）。神戸大学名誉教授、早稲田大学名誉教授。早稲田大学大学院ファイナンス研究科長・早稲田大学ファイナンス研究センター所長を歴任。

## 略歴
京都府出身で、1970年に滋賀大学経済学部を卒業後、1972年に神戸大学法学部卒業、同年に司法修習を修了した（最高裁判所）。ニューヨーク大学・ロー・スクール修了。神戸大学法学部助手・助教授・教授、同大学院法学研究科教授を経て、2004年に早稲田大学へ移籍。同年、神戸大学より名誉教授の称号を受けた。2012年早稲田大学大学院ファイナンス研究科長兼早稲田大学ファイナンス研究センター所長。2017年定年退職。
この間、アメリカのミシガン大学、ニューヨーク大学、ドイツのマックスプランク研究所・ミュンスター大学、イギリスのロンドン大学の各客員研究員、公認会計士試験委員、金融庁企業会計審議会臨時委員等を歴任。
【年譜】
学歴
- 1970年 - 滋賀大学経済学部卒業
- 1972年 - 神戸大学法学部卒業
- 1982年 - LL.M.（ニューヨーク大学法科大学院）[5]
- 1997年 - 法学博士（早稲田大学）[5]

職歴
- 1974年（昭和49年）4月 - 司法修習（第26期）終了
- 1974年（昭和49年）4月 - 神戸大学法学部助手（同期に磯村保）
- 1976年（昭和51年）4月 - 神戸大学法学部助教授
- 1985年（昭和60年）4月 - 神戸大学法学部教授[8]
- 2004年（平成16年）4月 - 神戸大学名誉教授
- 2004年 - 早稲田大学大学院ファイナンス研究科教授
- 2017年 - 早稲田大学名誉教授

顧問等
- 2006年 - 株式会社近鉄エクスプレス監査役
- 2007年 - KNT-CTホールディングス株式会社監査役
- 2008年 - 渥美坂井法律事務所・外国法共同事業顧問[9]
- 2010年 - 立飛企業株式会社グループ企業価値向上委員会
- その他、大蔵省公認会計士審査会会計士監査に関するワーキンググループ、日本公認会計士協会幹事、三井住友トラスト・ホールディングス第三者委員等を歴任

学外における役職
- 公認会計士試験委員
- 旧司法試験委員会考査委員

## 著書

### 単著
- 『結合企業会計の法的規制』（神戸大学研究双書刊行会、1984年）
- 『企業会計法入門 改訂版』（有斐閣、1990年）
- 『ゼミナール 企業取引法入門―商法総則・商行為』（日本経済新聞社、1996年）
- 『会計会社法―会社法への会計学的アプローチ』（中央経済社、1996年）
- 『法と経済学』（新世社、1996年）
- 『会社税法』（悠々社、1997年）
- 『改正商法解説〈平成11年〉株式交換・移転&時価主義会計 』（税務経理協会、1999年）
- 『会社分割法制―平成12年改正商法解説』（税務経理協会、2000年）
- 『平成13年改正商法 株式制度改革と金庫株』（中央経済社、2001年）
- 『コーポレート・ガバナンスとIT化・株式新制度―平成13年改正商法』（中央経済社、2002年）
- 『商法・商法施行規則の重点詳解―平成15年4月施行法・規則のポイント』（中央経済社、2003年）
- 『ゼミナール商法総則・商行為法入門』（日本経済新聞社、2003年）
- 『証券取引法 第2版』（新世社、2004年/初版、2002年）
- 『ゼミナール会社法入門 第6版』（日本経済新聞社、2006年/初版、1991年/第2版、1994年/第3版、1998/第4版、2000/第5版、2003年）
- 『金融商品取引法』（新世社、2010年）

### 共著
- 『企業系列と法』（根岸哲、横川和博、辻吉彦 三省堂、1990年）
- 『会社法 三訂版』（大山俊彦、永井和之、川内克忠 三省堂、1995年/改訂版、1991年）
- 『手形・小切手法』（大山俊彦、川村正幸、三枝一雄、梶山純 三省堂、1998年）
- 『日本の会社法 新訂第9版』（河本一郎、川口恭弘、森田章 商事法務、2008年/初版、1993年/新訂版、1994年/新訂第1版、1995/新訂第2版、1998/新訂第3版、2000年/新訂第4版、2001年/新訂第5版、2002年/新訂第6版、2003年/新訂第7版、2005年/新訂第8版、2006年）

### 編著
- 『注釈 金融商品取引法〈第1巻〉定義・情報開示―第1条‐第27条の35』（監修 金融財政事情研究会、2011年）
- 『注釈 金融商品取引法〈第2巻〉業者規制―第28条‐第66条の26』（監修 金融財政事情研究会、2009年）
- 『注釈 金融商品取引法〈第3巻〉行為規制―第157条~第196条の2』（監修 金融財政事情研究会、2010年）

### 共編著
- 『現代企業と有価証券の法理』（森田章、森本滋 有斐閣、1994年）
- 『逐条・証券取引法―判例と学説』（近藤光男、森田章 商事法務研究会、1999年）
- 『アメリカ商事判例研究』（黒沼悦郎、近藤光男 商事法務研究会、2001年）